# بين ليفين
بين ليفين (بالإنجليزية: Ben Lewin)‏ هو كاتب سيناريو ومخرج بولندي وأسترالي وأمريكي، ولد في 6 أغسطس 1946 في بولندا.

## وصلات خارجية
- بين ليفين على موقع IMDb (الإنجليزية)
- بين ليفين على موقع ألو سيني (الفرنسية)
- بين ليفين على موقع أول موفي (الإنجليزية)
- بين ليفين على موقع قاعدة بيانات الأفلام السويدية (السويدية)
- بين ليفين على موقع قاعدة بيانات الفيلم (الإنجليزية)
- بين ليفين على موقع كينوبويسك (الروسية)